# シュタイナウ (ニーダーザクセン)
シュタイナウ（ドイツ語: Steinau、低地ドイツ語: Steenau）は、ドイツ連邦共和国ニーダーザクセン州クックスハーフェン郡ザムトゲマインデ・ラント・ハーデルンに属す人口約 900人の町村（以下、本項では便宜上「町」と記述する）である。

## 地理

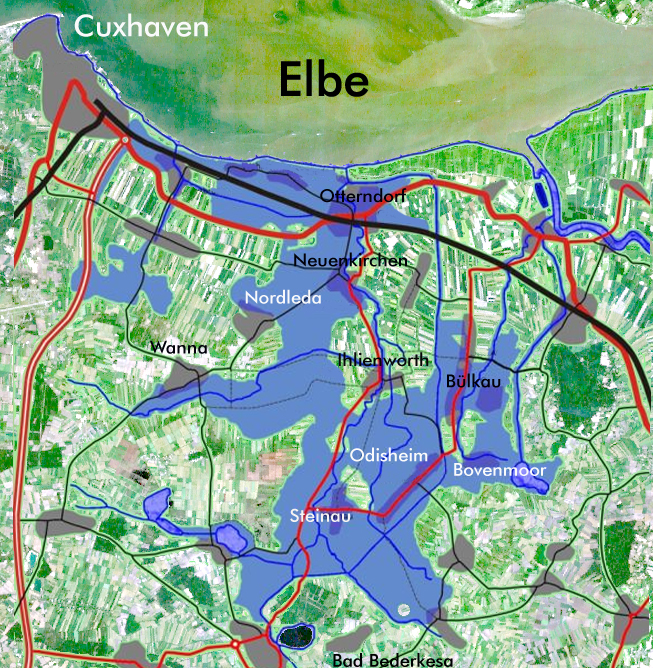
オッテルンドルフのグラマイヤー・シュタックの堤防が決壊して、4.5 m の「小規模な」洪水が起こった際の浸水地域（青色部分）

### 位置
この町の面積は 36.07 km2 で、典型的な列村である。農場は、重要な排水用水路（地元ではヴェッテルンと呼ばれる）沿いに位置している。
シュタイナウはニーダーエルベ地域（エルベ川下流域）に位置している。エルベ川河口および北海に近いことから最大海抜 1 m だが多くの部分が海抜以下のこの町は、高潮で堤防が損傷した場合には広範囲が水没する危険性がある。起こりうるシナリオがグラマイヤー・シュタックの論文に記載されている。

### 自治体の構成
シュタイナウは9つの地区で構成されている: アルトブラーヒェンブルーフ、グリント、ヘーリング、ラウエンタイル（中世の土地領主ラウエ貴族家にちなむ地名）、ミューエダイヒ、ノルダーエンデ、ノルダーヴェスターザイテ、ジューダーエンデ、ジューダーヴェスターザイテ。

## 歴史
シュタイナウは、1370年に初めて文献に記録されている。1533年にザクセン＝ラウエンブルク公マグヌスは、シュタイナウの南からイーリエンヴォールトへのヴェッテルン開削に関する命令を下した。これにより、ジートラントにおける洪水への不断の危険性はいくぶん軽減されたと考えられる。ヴェッテルンは、1570年にフランツ1世公によって深く、幅広く改造された。1650年以後の時代に、農業の他に、アーレンモールの外れにおける泥炭採掘が経済上重要になった。乾燥した泥炭はアウエ川やメデム川を介してオッテルンドルフに、小さな水路を通ってベーダーケーザ（現在はゲーストラントの市区）に運ばれた。

## 住民

### 人口推移
| 年   | 1987 | 1992 | 1997 | 2002 | 2007 | 2008 | 2009 | 2010 | 2015 |
| ---- | ---- | ---- | ---- | ---- | ---- | ---- | ---- | ---- | ---- |
| 人口 | 997  | 997  | 975  | 958  | 942  | 935  | 892  | 892  | 845  |

それぞれ12月31日の数値

## 行政

### 議員
シュタイナウの町議会は、9人の議員で構成されている。これは人口 501人から1,000人のザムトゲマインデに属す町村の議員定数である。議員は5年ごとに住民の選挙で選出される。

### 首長
町議会は、議員のハンス＝ユルゲン・マンゲルス（CDU）を任期中の名誉職の市長に選出した。

### 紋章
図柄: 4つの頂点がある鋸歯状の斜め分割線によって銀地（向かって右上）と赤地（向かって左下）に二分割。向かって右上のフィールドに緑色のハスの葉。
解説: 銀色の三角図形を持つ赤地の紋章は、14世紀にシュタイナウを領し、ラウエンタイル集落の名前の元となったラウエ貴族家の紋章に由来する。ハスの葉は、この町の水の豊かさを示している。

## 文化と見所
この町は、毎年聖霊降臨祭に行われる「シュタイナウアー・フリュータンツ」（直訳: シュタイナウの春のダンス）で地域を超えて知られている。この他に、最後の氷期にここまで運ばれた迷子石も見応えがある。遊歩道がこの極めて風変わりな岩石群へ訪問者を導いている。

## ギャラリー

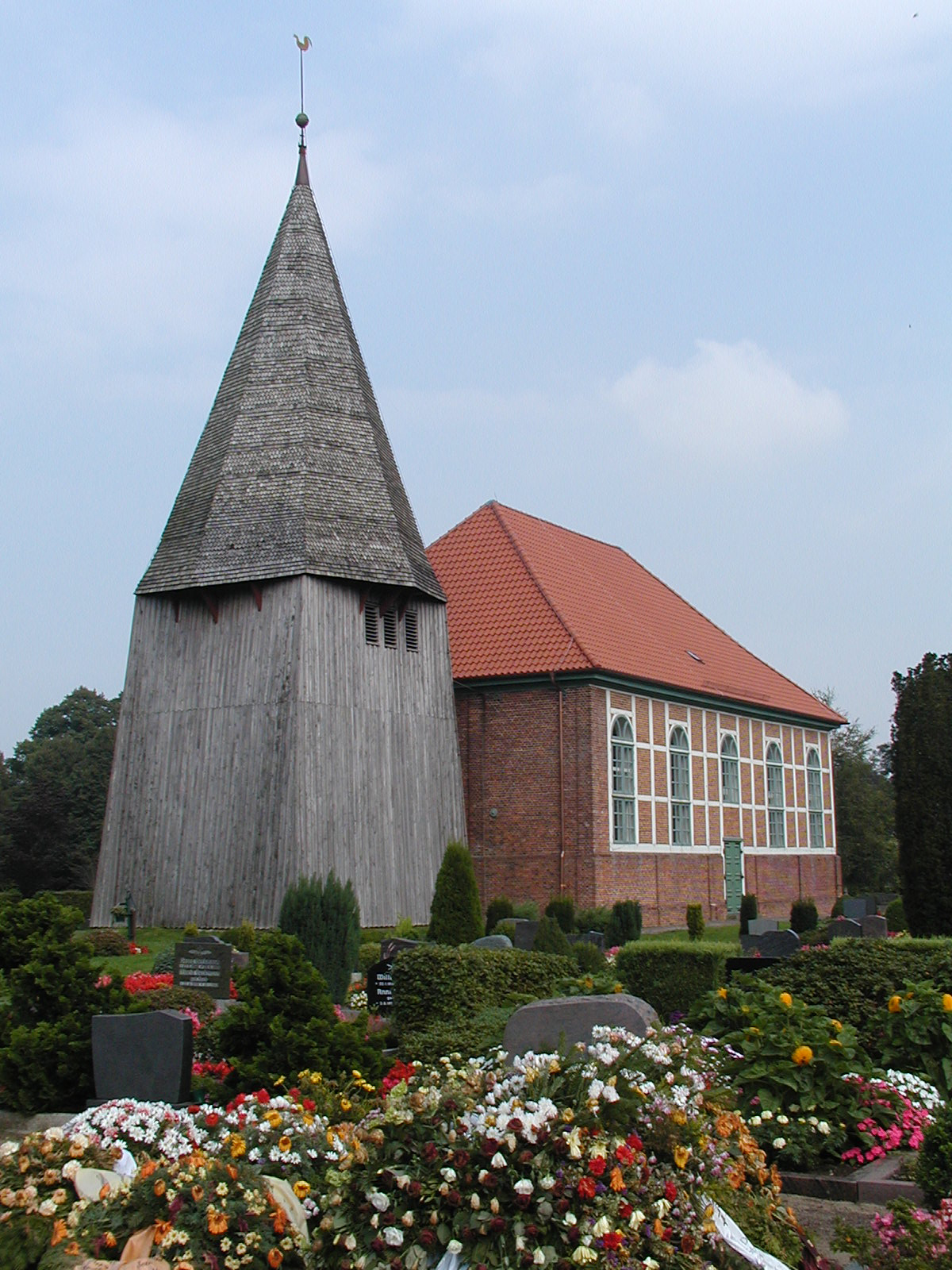
シュタイナウの教会
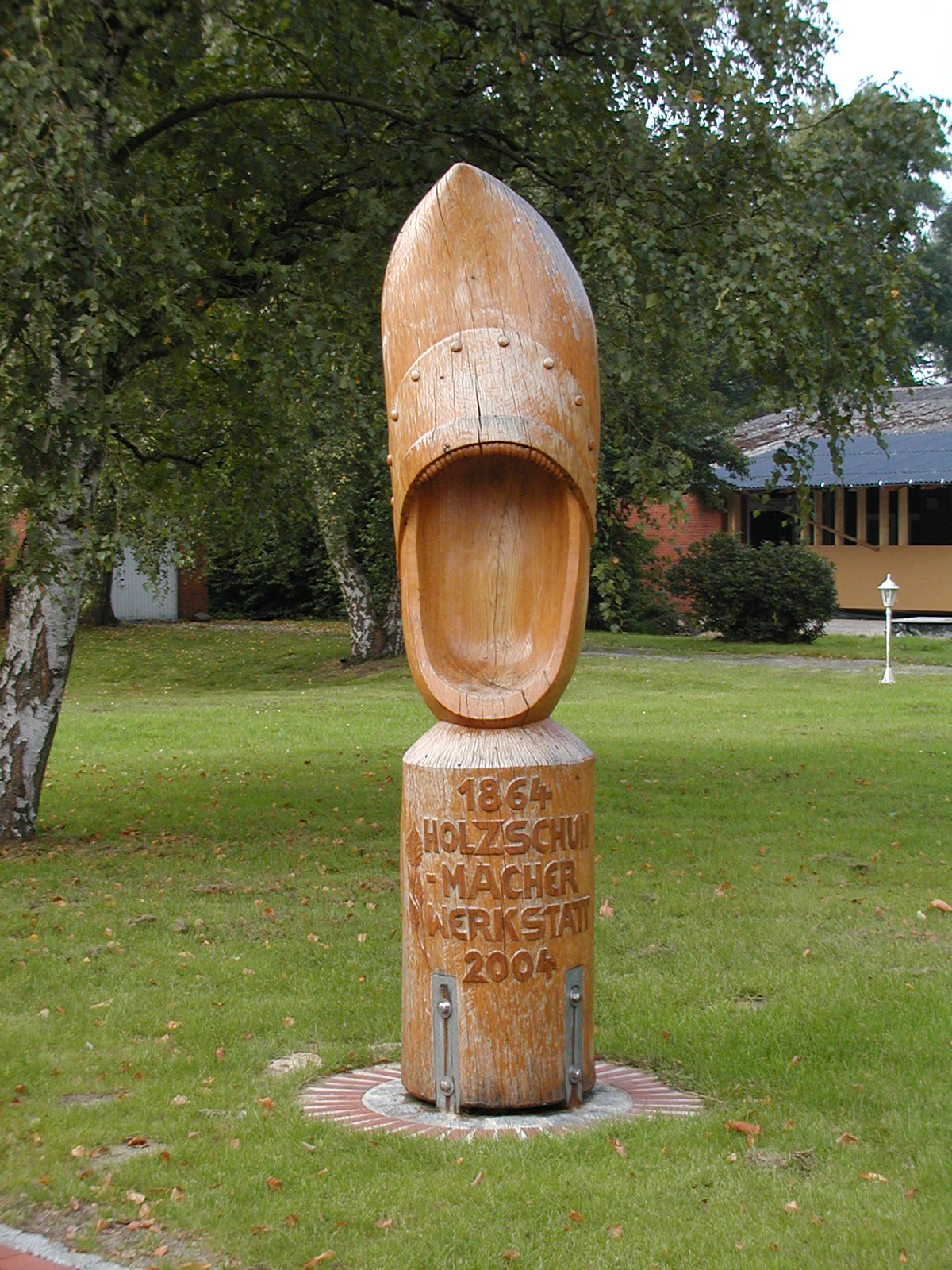
木靴作りの家の前の木靴
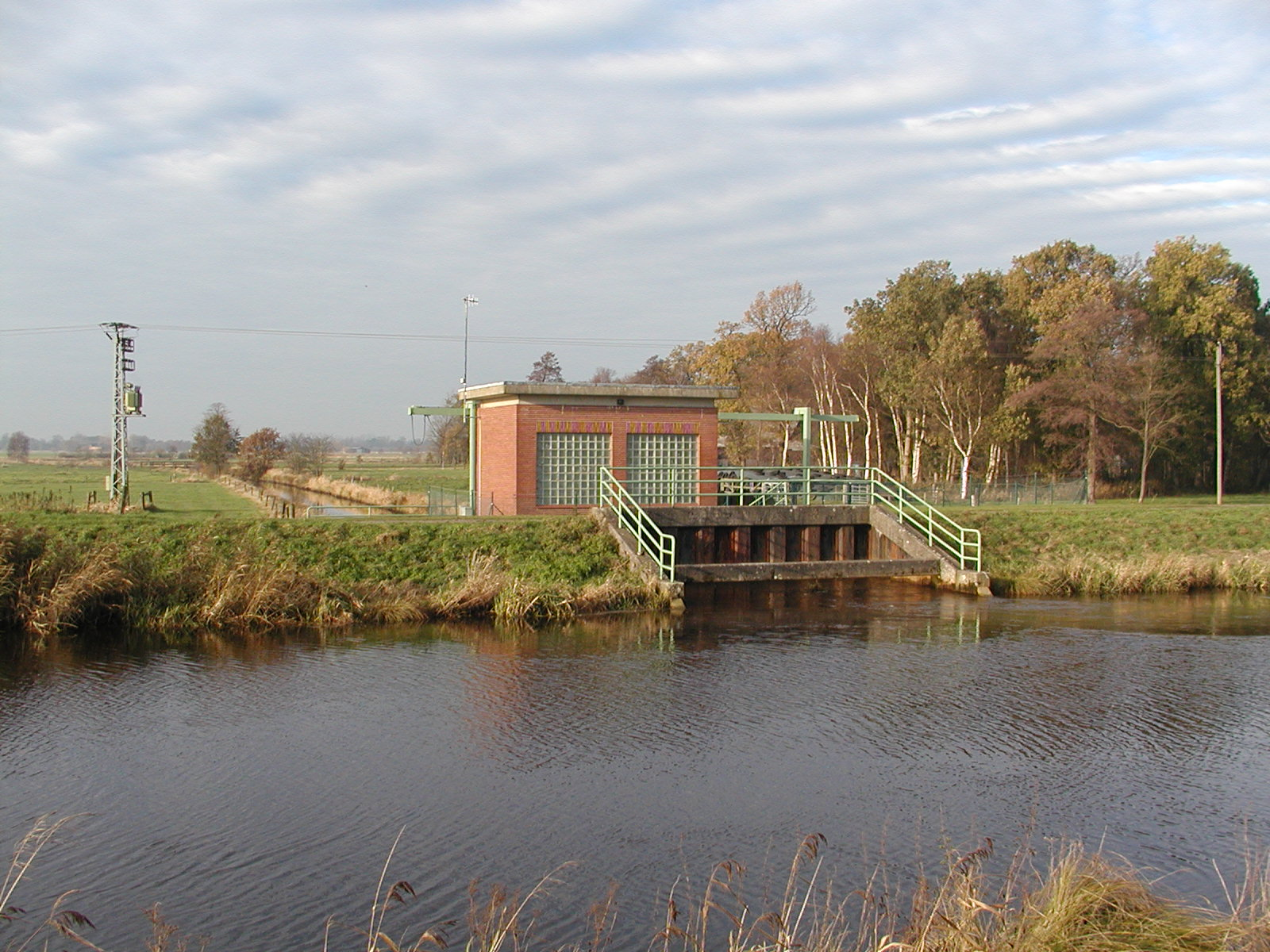
フォアフルター・シュタイナウ揚水場